# 5043 Zadornov
5043 Zadornov este un asteroid din centura principală de asteroizi.

## Descriere
5043 Zadornov este un asteroid din centura principală de asteroizi. A fost descoperit pe 19 septembrie 1974 la Observatorul astrofizic din Crimeea de Liudmila Cernîh. El prezintă o orbită caracterizată de o semiaxă mare de 3,12 ua, o excentricitate de 0,16 și o înclinație de 1,9° în raport cu ecliptica.